# ته‌اوفیلو سپاسوجیویک
ته‌اوفیلو سپاسوجیویک (صربی: Teofilo Spasojević؛ ۲۱ ژانویهٔ ۱۹۰۹ – ۲۸ فوریه ۱۹۷۰) یک بازیکن فوتبال اهل صربستان بود.